# Station Bytom Północny
Station Bytom Północny is een spoorwegstation in de Poolse plaats Bytom.